# St. Michael (Bernstein am Wald)

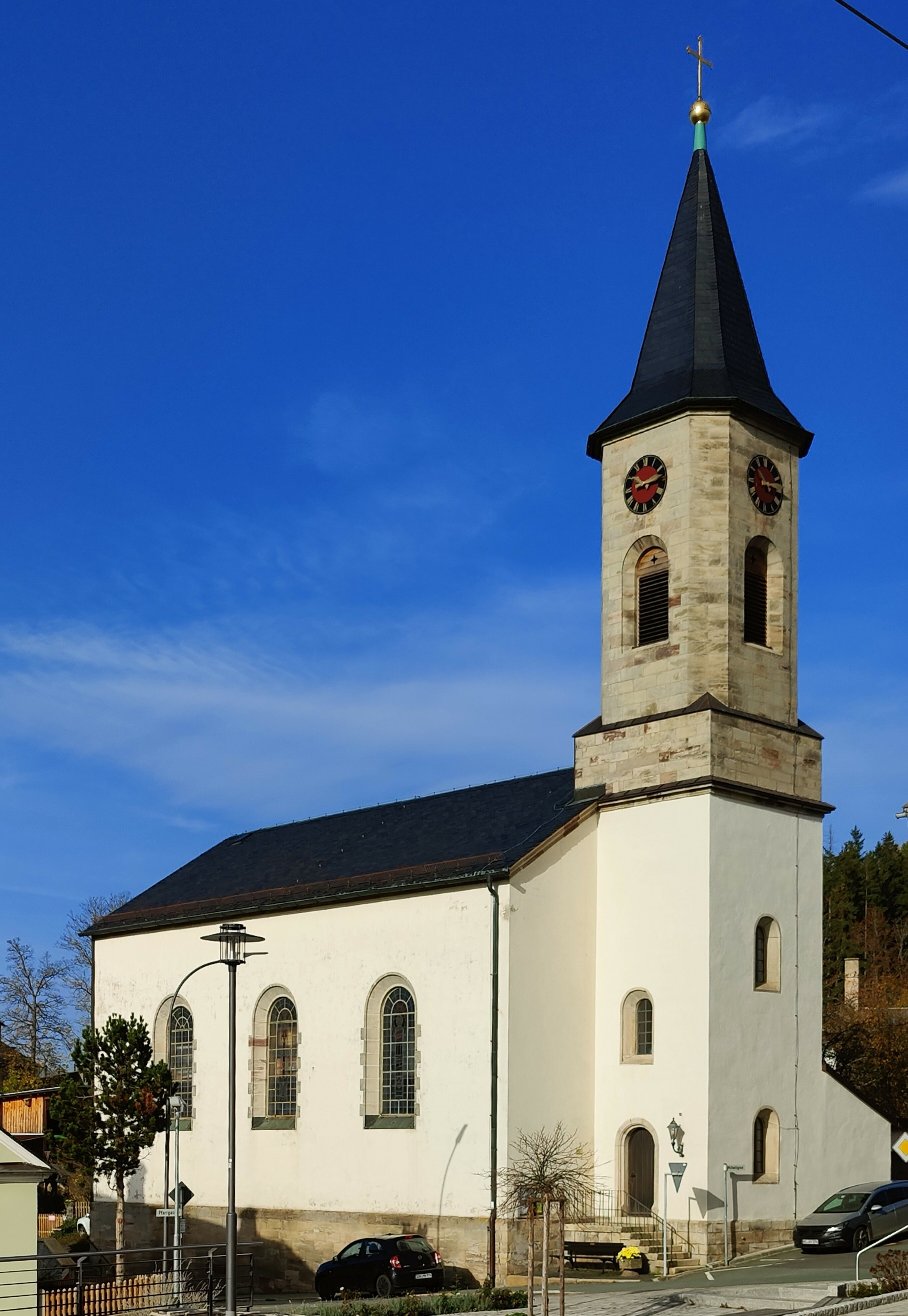
Michaeliskirche (Bernstein am Wald)

St. Michael ist eine evangelisch-lutherische Pfarrkirche in Bernstein am Wald, einem Gemeindeteil der Stadt Schwarzenbach am Wald im oberfränkischen Landkreis Hof in Bayern. Die Pfarrei gehört zum Dekanat Naila im Kirchenkreis Bayreuth der Evangelisch-Lutherischen Kirche in Bayern. Das denkmalgeschützte Kirchengebäude  ist ein Ersatzneubau aus der Mitte des 19. Jahrhunderts.

## Beschreibung
Die Kirche wurde nach Abbruch der alten Kirche an gleicher Stelle 1855 errichtet. Die geostete Kirche hat einen rechteckigen Saalbau zu drei Achsen in schlicht neuromanischen Formen. Der Ostturm ist in der unteren Hälfte quadratisch. Nördlich im Winkel zwischen Turm und Langhaus gibt es einen Sakristeianbau. Zur Innenausstattung gehören einige älter Holzfiguren aus 15./16. Jahrhundert. Die Orgel schuf 1871 Johann Wolf.

## Kirchengemeinde
1590 wurde in Bernstein mit dem Bau einer Kirche begonnen. 1623 wurde Bernstein zur Pfarrei erhoben. Nachdem die Ortschaften des Gerichtes Bernstein bis 1624 zum Pfarrspiel Schwarzenbach am Wald gehört hatten, wurde mit der Erhebung Bernsteins zur Pfarrei ein eigener Sprengel eingerichtet. Dieser umfasste neben dem Pfarrort Bernstein die Dörfer Affennest (heute Lerchenhügel), Breitengrund, Fußgrund, Göhren, Gemeinreuth, Götzengrund, Grubenberg, Räumlas, Räumlasgrund, Räumlasmühle, Sorg und Süßengut. 1818 wurden die Pfarrsprengel von Bernstein am Wald und Schwarzenbach am Wald bereinigt. Die Ortschaften Oberleupoldsberg, Schmölz, Schübelhammer, Unterleupoldsberg und Viceburg kamen danach an Bernstein. Die Orte Sorg, Affennest, Göhren und Grubenberg wurden hingegen dem Pfarrspiel Schwarzenbach eingegliedert.
Heute gehören zur Kirchengemeinde Bernstein a.Wald, Breitengrund, Gemeinreuth, Kleinthiemitz, Ober- und Unterleupoldsberg, Räumlas, Räumlasgrund, Räumlasmühle, Schmölz, Vordere-, Mittlere-, Hintere Schnaid, Schnappenhammer, Schübelhammer, Süßengut, Thiemitz, Überkehr, Viceburg.